# 佩登維爾 (喬治亞州)
佩登維爾（英語：Pedenville）是位於美國喬治亞州派克縣的一個非建制地區。該地的面積和人口皆未知。

## 地理
佩登維爾的座標為33°07′22″N 84°29′47″W / 33.12278°N 84.49639°W，而該地的平均海拔高度為233米（即764英尺）。